# Фонтана, Франческо (1819—1883)
Франческо Фонтана (итал. Francesco Fontana; 1819, Рим — 7 марта 1883, Рим) — итальянский архитектор периода историзма.

## Биография
Франческо родился в Риме в 1819 году. О его образовании известно немного: с девятнадцати лет он учился в римской Академии Святого Луки. В 1854 году был строительным инспектором генеральной префектуры вод и дорог. В 1858 году получил лицензию реставратора и активно занимался соответствующими работами: реставрировал перекрытие Терм Диоклетиана, в 1862 году выполнил чертежи резного и инкрустированного хора базилики Сан-Кризогоно-ин-Трастевере в Риме.
Ему было поручено престижное задание по украшению Ватиканской базилики по случаю праздника Святого Петра и канонизации двадцати пяти блаженных: обряд, совершенный папой Пием IX 29 июня 1867 года.
С 1862 года архитектор работал в Риме для частных заказчиков: Бонкомпаньи Людовизи, Капраники дель Грилло, Дель Драго, Массимо, Одескальки. Его профессиональная деятельность продолжилась и после перехода Рима в состав Итальянского королевства. Некоторое время он был членом городской комиссии, сформированной 30 сентября 1870 года, в состав которой вошли одиннадцать инженеров и архитекторов под председательством архитектора Пьетро Кампорезе (Младшего), но вскоре отказался от этой работы.
Фонтана реставрировал множество зданий в историческом центре города. Он проектировал перестройку Палаццо Одескальки-Симонетти на улице Виттории Колонны, повторяя архитектуру ренессансного Палаццо Строцци во Флоренции работы Бенедетто да Майано. Строительство, начатое в конце 1880 года, было прервано смертью Фонтаны и завершено лишь в начале XX века архитектором Раффаэлло Ойетти. Выбор стиля флорентийского кватроченто объясняется пожеланием Эмилии Ручеллаи, жены владельца дворца Бальдассаре Ладислао Одескальки.
Франческо Фонтана скончался в Риме 7 марта 1883 года и был похоронен на кладбище Верано в семейном склепе.